# Miklós Tibor
Miklós Tibor (Budapest, 1947. június 5. – Budapest, 2013. szeptember 7.) magyar író, műfordító, dalszövegíró, rendező, színházvezető.

## Életpályája
Egyetemi tanulmányait a JATE Jogtudományi Karán kezdte, majd az első év elvégzése után átjelentkezett az ELTE Jogtudományi Karára. Ezután elvégezte a Marxizmus-Leninizmus Esti Egyetem irodalom-esztétika szakát. Ezt követően ismét az ELTE hallgatója volt; esztétika-filozófia szakon. Varsóban József Szajna tanítványa volt, ahol színházi tanulmányokat folytatott.
1980-1996 között a Rock Színház alapító művészeti vezetője volt. 1996-tól a Budapesti Operettszínházban a musicalek és rockoperák irodalmi vezetője volt. 1999-től a Ferencvárosi Nyári Játékok Kht. és a Piccolo Színház ügyvezető igazgatójaként tevékenykedett.
A Sakk Matt, a Korong, majd a Generál, Cserháti Zsuzsa, Vikidál Gyula, Homonyik Sándor, Nagy Anikó, Szűcs Judith, Tissy, a Crystal szövegírója. Több korszakos sláger (Különös szilveszter; Boldogság gyere haza; Zenegép; Álmodj királylány; Egy elfelejtett dal; Mit tegyek, hogy érezd; Új élet kezdődött Veled...)  szerzője volt.
Második felesége és alkotótársa, Nagy Anikó. Lányuk Eponin 1992-ben született.

## Rocktörténeti mérföldkövek
Jézus Krisztus Szupersztár
Az 1970-ben, dupla lemezen megjelent rockopera, Broadway-i bemutatója után rövid idővel, Budapesten is színre került oratorikus formában. A Korong együttes egy öttagú együttesre áthangszerelte a zenét. Az 1972 január 18.-i bemutató szerepeit is az együttes tagjai énekelték. A címszereplő Csuha Lajos, Mária Magdolna Bódy Magdi, Júdás Miklóska Lajos, Pilátus Póka Balázs, Heródes Harmath Albert, Kajafás Dancsák Gyula volt. Az előadás létrejöttében meghatározó személy és a szöveg fordítója Miklós Tibor volt.
Sztárcsinálók
Szerzőként Várkonyi Mátyással jegyzik a Sztárcsinálók című első, 1981-ben bemutatott  magyar rockoperát.

## Színházi munkái
A Színházi Adattárban regisztrált bemutatóinak száma: szerzőként: 73, fordítóként: 81, dalszövegíróként: 29, színészként: 2, rendezőként: 16.
| - Az ellopott futár (1977) - Örvényben (1981) - Sztárcsinálók (1981, 1992-1994, 1998, 2002, 2004-2005) - Lázadók (1982) - Üvöltés (1983) - Farkasok (1983) - A krónikás (1984) - Cafe Rock (1985) - Musical Musical (1986) - Csillag Nápoly egén (1987) - Amerika ígéret volt... (1988) - Hölgy rózsaszínben (1989) - Légy jó mindhalálig (1991-1996, 2000, 2003, 2007, 2009, 2011) - Anna Karenina (1994, 2000, 2002, 2010) - A vörös malom (1994, 1997-1998, 2007) - Utazás (1996, 2006) - Darabot Dianáról! (1998) - Állj a szerelem nevében (1998) - Nana (2003) - Ilyenek voltunk (2005) - Kiálts a szeretetért! (2005-2006) - Néró és a sztárcsinálók (2009) - Egy bohém rapszódiája (2009) - Szegény gazdagok (2010) - Robin Hood (2010) - Tom Sawyer és Huckleberry Finn kalandjai (2012) - Báthory Erzsébet (2012) | - Lloyd Webber: Evita (1980, 1984, 1992, 1998-1999, 2002, 2005, 2008) - MacDermot-Lloyd Webber-Bernstein: Lázadók (1982) - Bernstein: West Side Story (1982, 1992, 1996, 1999-2002, 2006-2007) - Hamlisch: Kapj el...a mi dalunk szól (1983-1984, 1988, 1991, 1993, 1995, 2004, 2011) - MacDermot: Hair (1985-1986, 2001, 2005-2007, 2010) - Lloyd Webber: Jézus Krisztus Szupersztár (1986-1987, 1991, 1997, 1999-2002, 2008, 2010-2011) - Schönberg: A nyomorultak (1987, 1999, 2001, 2010, 2012) - Sondheim: Nyakfelmetsző (1992) - Sondheim: Orgyilkosok (1993) - Schönberg: Miss Saigon (1994, 2003-2004, 2011) - Margoshes: Fame/Hírnév (1996, 2000) - Styne: Van, aki forrón szereti (1997) - Larson: Rent (2001, 2010) - McNally: Alul semmi (2003) - Szalai Zsolt: Slágerkoktél (2005) - Steinman: Vámpírok bálja (2007) - Mercury: Egy bohém rapszódiája (2009) |

| - Kárpáthy Gyula: A perbefogott diák (1973) - Kazán-Mesterházy: Férfikor (1973) - Ruitner Sándor: Rongybaba (1974) - Csuha-Dancsák-Körmendi: Az ellopott futár (1977) - Várkonyi Mátyás: Örvényben (1981) - Fo: A hetedik (A VII. parancsolat: Ne lopj - annyit!) (1982) - Madarász Viktor: Robin Hood (1987) - Fo-Rame: Nyitott házasság (1989) - Margoshes: Fame/Hírnév (1996) - Farrell-Heller: Baby Jane (1997) - Singer: Yentl (2000) - Jávori Ferenc: Menyasszonytánc (2006, 2010) - Kemény-Kocsák: Kiálts a szeretetért! (2006) - Kocsák Tibor: Utazás (2006) - Kocsák Tibor: Légy jó mindhalálig (2007, 2009, 2011) - Kocsák Tibor: Abigél (2008) - Sobol: Gettó (2010) - Mark Twain: Tom Sawyer és Huckleberry Finn kalandjai (2012) | - Margoshes: Fame/Hírnév....Mr. Scheinkopf - Miklós Tibor: Ilyenek voltunk....Író-Narrátor - Kocsák-Miklós: Utazás (2006)....Kálmán - Miklós Tibor: Cafe Rock (1985) - Margoshes: Fame/Hírnév (1996, 2000) - Kocsák Tibor: Anna Karenina (2000) - Larson: Rent (2001) - Bernstein: West Side Story (2001) - Lloyd Webber: Jézus Krisztus Szupersztár (2002) - Kocsák Tibor: Nana (2003) - Miklós Tibor: Ilyenek voltunk (2005) - Kemény-Kocsák: Kiálts a szeretetért! (2005-2013) - Kocsák Tibor: Utazás (2006) - Szemenyei János: Vuk (2006) - Mercury: Egy bohém rapszódiája (2009) - Mark Twain: Tom Sawyer és Huckleberry Finn kalandjai (2012) |

## Művei
| - Keresem a szót, keresem a hangot. 22 interjú. Aki kérdez Miklós Tibor; Zeneműkiadó, Bp., 1977 - Andrew Lloyd Webber–Tim Rice–Miklós Tibor: Evita. Rockopera; Rock Színház, Bp., 1984 - Légy jó mindhalálig. Musical; Móricz Zsigmond nyomán szövegkönyv és dalszöveg Miklós Tibor, zene Kocsák Tibor; Prológus, Bp., 1991 (A magyar dráma fóruma) - Musical! Egy műfaj és egy szerelem története; Novella, Bp., 2002 - Óh milyen cirkusz, óh, milyen show! - Rock és Musical Színház története, társulata, produkciói; Rock és Musical Társulatért Művészeti Alapítvány, Bp., 2005 - Jézus Krisztus Szupersztár - Evita - West Side Story - Hair - A mi dalunk szól - Mondd el egy vasárnapon - A nyomorultak - Jentl - Az Operaház fantomja - Van aki forrón szereti - Fame/Hírnév - Rent - Alul semmi | - Az ellopott futár - Örvényben - A krónikás (2011) - Robin Hood - Légy jó mindhalálig - Anna Karenina - A vörös malom - Utazás - Nana - Abigél - Sztárcsinálók - Farkasok - Cafe Rock - Csillag Nápoly egén - Darabot Dianáról - Teréz anya - Ilyenek voltunk |

## Díjai, elismerései
- Dalversenyek első díjai (1975, 1978)
- KISZ-díj (1982)
- Helsinki tv-fesztivál fődíja (1982)
- Állami Ifjúsági Díj (1984)
- eMeRTon-díj (a legjobb szövegíró) (1987)
- Huszka Jenő-díj (1995)
- A Magyar Köztársasági Érdemrend tisztikeresztje (2004)[10]
- Nádasdy Kálmán-díj (2010)
- Amfiteátrum díj (2010)[11]
- Budapestért díj (2010)[12]

## Emlékezete
- Pápán, a SCHERZO, azaz 18. a Zenés Színpadok Országos Fesztiválján műsorral emlékeztek a szerzőre. Itt adták át első alkalommal a Miklós Tibor-emlékdíjat, mellyel a kimagasló teljesítményt nyújtó résztvevőt jutalmazzák.[13]
- 2013. november 25-én a Budapesti Operettszínházban jótékonysági gálaműsort rendeztek. Zsúfolt nézőtér előtt, a Miklós Tibor által írt, fordított darabok részletei hangoztak el egykori és mai művésztársai, felfedezettjei közreműködésével.[14]
- A szívek melegével címmel, 2013. november 29-én Baján rendeztek emlékestet.[15]